# Unsinkable Sam
Oscar — também conhecido pelo apelido Unsinkable Sam (lit. Sam, o Insumergível) ou pela grafia germanizada Oskar — foi um gato de navio que, segundo relatos, serviu durante a Segunda Guerra Mundial tanto na Kriegsmarine (Marinha de Guerra Alemã) quanto na Marinha Real Britânica. Em 1941, teria sobrevivido ao naufrágio de três embarcações: o couraçado alemão Bismarck, o contratorpedeiro britânico HMS Cossack e o porta-aviões HMS Ark Royal.
Embora a história tenha sido amplamente divulgada na época, especialmente após o naufrágio do Ark Royal com direito a fotografias de Oscar, não existem provas concretas que confirmem a presença do gato no Bismarck ou no Cossack. Ainda assim, a sua lenda permanece como uma das mais curiosas e encantadoras da história naval da Segunda Guerra.

## Relatórios contemporâneos
Em 14 de novembro de 1941, o porta-aviões HMS Ark Royal foi torpedeado e afundou a uma curta distância de Gibraltar, para onde retornava após transportar aeronaves para Malta na Operação Perpétua. O naufrágio foi anunciado no mesmo dia e, dois dias depois, em 16 de novembro, o Almirantado confirmou que apenas um homem havia morrido. Os relatos dos jornais notaram que "a maioria" dos seis gatos do navio foram salvos, mas não os seus canários.
Uma reportagem da Reuters de Gibraltar em 18 de novembro afirmou que um gato preto foi encontrado flutuando em uma prancha depois que o Ark Royal afundou e foi resgatado; ele foi identificado como "Oscar", anteriormente um animal de estimação a bordo do Bismarck, que havia sido resgatado pelo contratorpedeiro HMS Cossack e transferido em algum momento para Ark Royal antes de afundar. Ele foi resgatado “tendo perdido duas das suas nove vidas”. Uma entrevista com três sobreviventes feita pelo Yorkshire Post alguns dias depois citou um suboficial dizendo que "ambos os gatos do navio" foram salvos, "Oscar (anteriormente o animal de estimação da tripulação do Bismarck) e Parry". (O número de gatos a bordo variou dramaticamente em diferentes relatórios - um jornalista do Daily Express que testemunhou o naufrágio mencionou um gato ruivo sem nome, "um entre dezenas", levado ao mar por um marinheiro.)
"Oscar" reapareceu na imprensa no início de dezembro, quando os jornais da Irlanda do Norte relataram que ele havia sido levado para o Derry Sailor's Rest e entregue à gerente de lá, Margaret Hill, de Enniscorthy. Um desses relatos foi o primeiro a acrescentar o detalhe de que ele estava a bordo do Cossack quando ele foi afundado, e não apenas transferido. Em fevereiro de 1942, Hill casou-se com um técnico americano, Paul Boone, e relatou que planejava levar Oscar com ela para a América depois da guerra. Em março, ele foi o foco de um programa na Rádio das Forças Armadas transmitido de Derry, onde "o próprio Oscar se fez ouvir por milhões de ouvintes".

## Historicidade
Embora os relatórios contemporâneos de 1941 identifiquem um gato chamado Oscar como tendo sido resgatado do Ark Royal, e sugiram que a tripulação do Ark Royal alegou que ele já havia estado a bordo do Bismarck, os detalhes de sua vida anterior são mais obscuros. Algumas autoridades questionam se a biografia de Oscar pode ser uma "história do mar", porque – por exemplo – há fotos de dois gatos diferentes identificados como Oscar (ou Sam).
Não há menção a esse incidente no relato detalhado de Ludovic Kennedy sobre o naufrágio do Bismarck, sugerindo que as informações posteriormente coletadas dos marinheiros sobre o verdadeiro serviço do catamarã eram apócrifas. Houve apenas um número limitado de sobreviventes humanos, já que os navios britânicos tiveram que abandonar a coleta de sobreviventes, pois acreditava-se que havia um submarino na área.